# Жиракув
Жиракув (пол. Żyraków) — село в Польщі, у гміні Жиракув Дембицького повіту Підкарпатського воєводства.
Населення — 1566 осіб (2011).
У 1975-1998 роках село належало до Тарновського воєводства.

## Демографія
Демографічна структура станом на 31 березня 2011 року:
|          | Загалом | Допрацездатний вік | Працездатний вік | Постпрацездатний вік |
| -------- | ------- | ------------------ | ---------------- | -------------------- |
| Чоловіки | 777     | 177                | 520              | 80                   |
| Жінки    | 789     | 167                | 478              | 144                  |
| Разом    | 1566    | 344                | 998              | 224                  |